# Alex en la granja
Álex en la granja es un juego de PC infantil inspirado por los juguetes de Playmobil. La antigua granja de Playmobil cobra vida en un mundo 3D donde el jugador dirige al pequeño Álex alrededor de su colorida granja completando todo tipo de actividades que además de entretener, proporcionan educación para el público infantil. 

## La historia
El juego comienza cuando Álex, un pequeño niño hijo de una familia de granjeros, duerme junto a su perro Oscar debajo de un árbol y sueña sobre una grande y hermosa granja para él y su familia. El sueño se convierte en una inspiración y Álex, con la ayuda del jugador, no descansará hasta ver su sueño hecho realidad. Construyendo una cuadra, un establo, un gallinero, plantando grandes cosechas y atendiendo a todo tipo de animales, Alex poco a poco convierte su granja en una de ensueño.

## Cómo jugar
Usando las flechas en el teclado, el jugador dirige a Álex a través de diferentes áreas en su granja 3D, en cada área se encuentran diferentes actividades para hacer; algunas tienen diferentes niveles de dificultad. La mayoría de actividades se pueden hacer una y otra vez. Cuando el jugador completa todas las actividades en cada nivel recibe un certificado que el usuario puede imprimir si lo desea. Una vez que todas las actividades en todos los niveles están completas, la familia de Álex se reúne para un gran sorpresa preparada por su abuela.